# EFG Bank
EFG Bank är en schweizisk bank med verksamhet i 30 länder. De sysslar främst med Private banking, försäkrings- och bankverksamhet. Banken grundades 1995 av Jean Pierre Cuoni och Lawrence D. Howell. De har utvecklat banken och köpt verksamheter. Bankens moderbolag är EFG Bank European Financial Group SA som även äger Eurobank EFG. Banken har ett värdepappersbolag,  Quesada Kapitalförvaltning AB.
Banken var tidigt ute med aktieindexobligationer. 